# Retouche
Bij een retouche worden herstellingen aangebracht aan confectiekleding door een naaister of retoucheuse.
Meestal worden er aanpassingen gedaan aan broekspijpen, het inkorten van een mouw, het vernauwen in de taille, ritsen instikken, knopen aannaaien of algemene kleine herstellingen. Dit kan bijvoorbeeld een gaatje dichtstoppen zijn in een manteljas, een losgekomen stiknaad herstellen enzovoort. Er kunnen ook retouches gedaan worden bij gordijnen en linnengoed.
Het verschil tussen confectie en haute couture is dat er bij confectiekledij meestal retouches gedaan worden om het kledingstuk passend te maken, terwijl bij haute couture de kledingstukken vooraf met de hand op maat gemaakt worden. Haute couture is gespecialiseerd in pasvorm en nauwkeurigheid.
Bij retouche van confectiekledij kan een retoucheuse, al dan niet aangesteld door de winkel retouches uitvoeren. Alvorens een retouche wordt uitgevoerd, wordt alles nauwkeurig gemeten en genoteerd. De gegevens zijn in te vullen op een werkfiche of pompkaart. Dit is een technische fiche met alle gegevens van de klant en de uit te voeren retouche. 
Een retoucheuse gebruikt machines zoals een stikmachine, een surjeteuche (om tricot te stikken), een overlocker om naden af te locken bij katoen en tricot, een strijkijzer en een kledingpers om kledij te verstevigen. Andere materialen die van pas komen bij de retouche zijn garen, rijgkatoen om steunpunten aan te brengen, naainaalden, stiknaalden, meetlint, lat, boogmal om patronen te tekenen, ritsen, knopen, velcro (haak en lus), kleermakerskrijt, spelden, tornmesje, stoffen, voering, epauletten, enzovoort. 